# Homoneura trinotata
Homoneura trinotata är en tvåvingeart som först beskrevs av Friedrich Hermann Loew 1862.  Homoneura trinotata ingår i släktet Homoneura och familjen lövflugor. Inga underarter finns listade i Catalogue of Life.